# De cât pământ are nevoie un om?
De cât pământ are nevoie un om? (rusă: Много ли человеку земли нужно) este o povestire scurtă a scriitorului rus Lev Tolstoi publicată pentru prima oară în 1886. Personajul central este un țăran cu numele Pahom, care, în goana sa după pământ uită de toate. 